# مراقب النظام
مراقب النظام هو عتاد أو برمجية تُستخدم لمراقبة موارد النظام والأداء في نظام الكمبيوتر. يعرض مؤشرات مختلفة للنظام مثل استخدام محرك الأقراص الصلبة والشبكة ووحدة المعالجة المركزية، وغيرها.

## برمجيَّات مُراقبة النظام

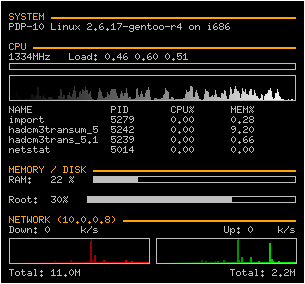
مُراقب النظام كونكي على يونكس

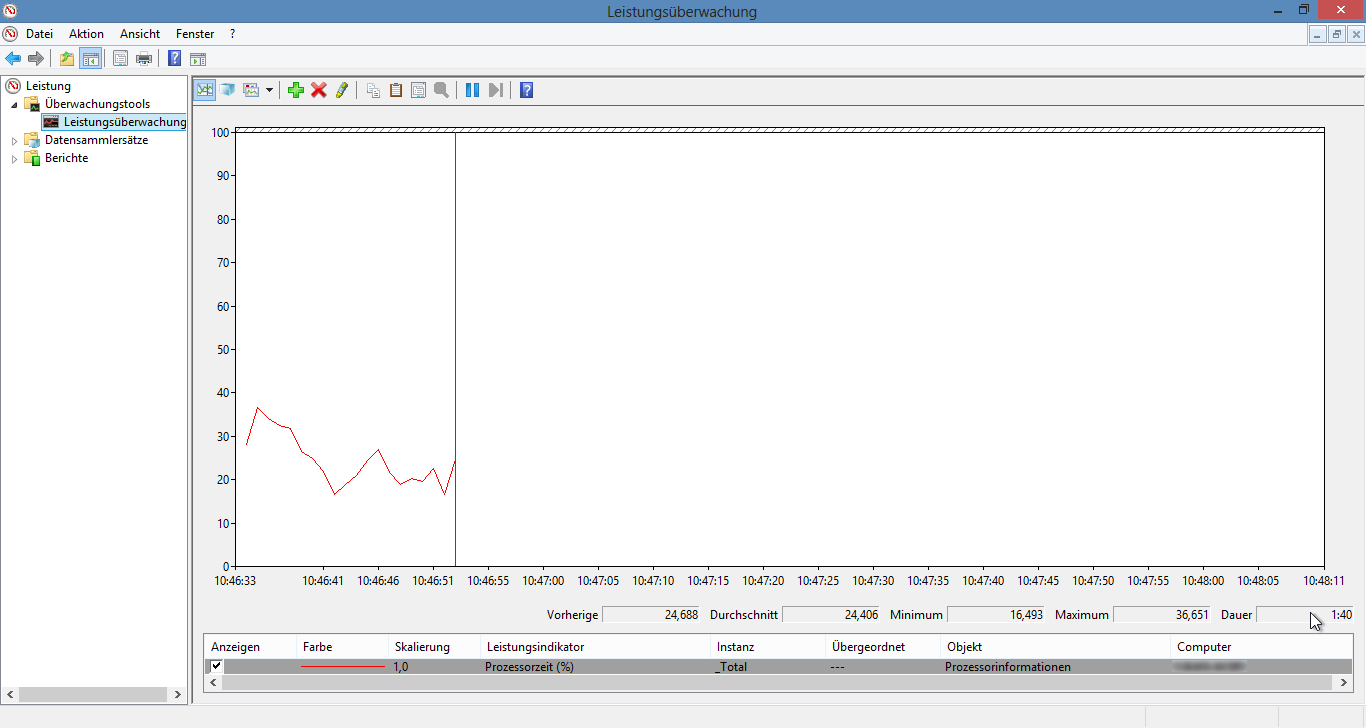
لقطة شاشة لبرنامج مُراقب النظام الخاص بمايكروسوفت ويندوز (واجهة اللقطة بالُلغة الألمانيَّة)

عادةً ما تكون برمجيَّات مُراقبة النظام مُضمنةً في نظام التشغيل أو تُستخدم كبرمجيَّة مستقلَّة.

## عتاد مُراقبة النظام

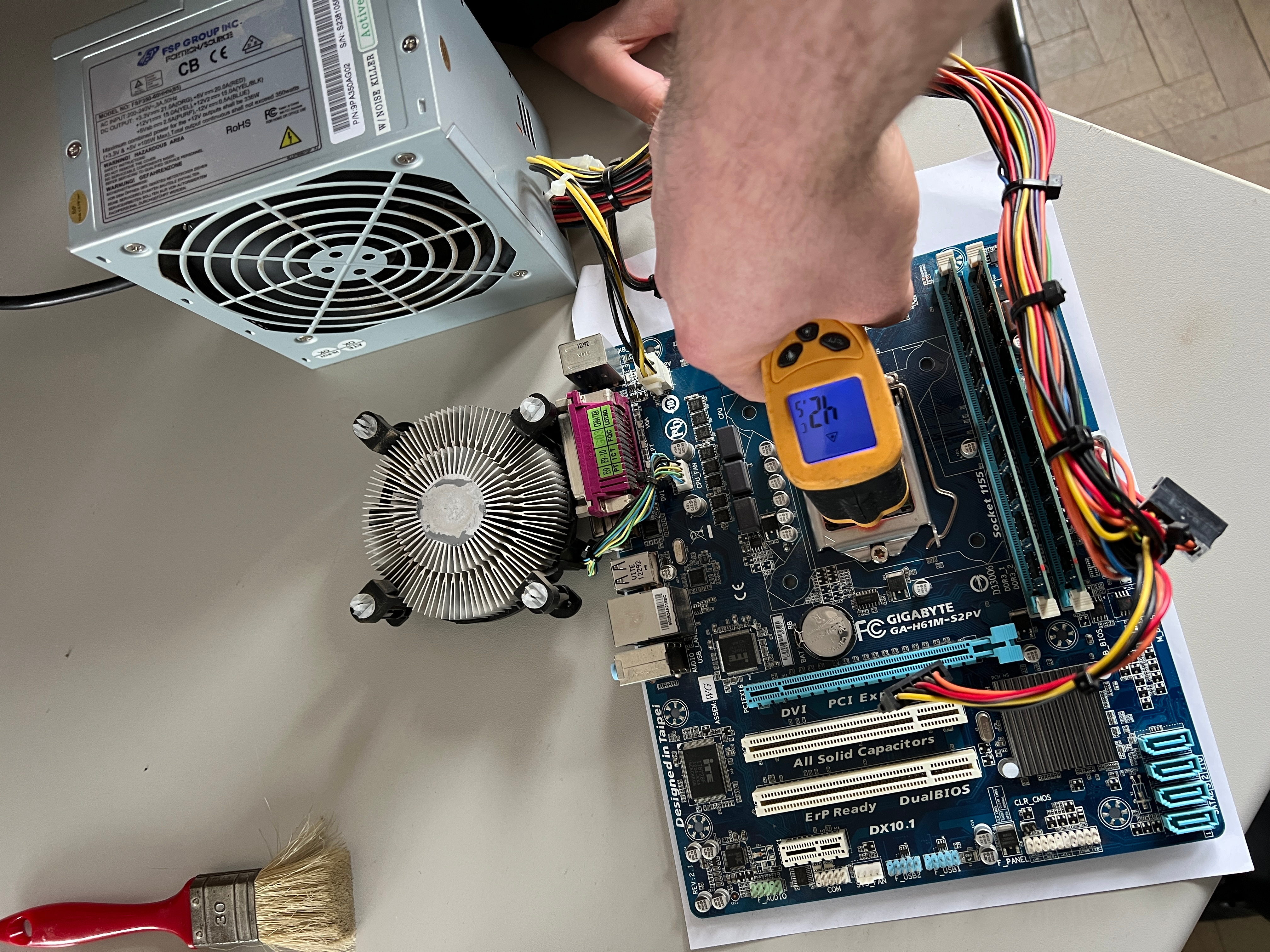
جهاز يُستخدم لقياس درجة حرارة وحدة المُعالجة المركزيَّة

على عكس برمجيَّات مُراقبة النظام، تكون عتادات مُراقبة النظام مُتخصصة إلى حدٍ ما، ولا يتم استخدامها بشكل متكرر مثل برمجيَّات مُراقبة النظام.